# Колоси от Монте Прама
Колосите от Монте Прама (на италиански: Giganti di Mont'e Prama; на сардински: Sos gigantes de Monti Prama) са древни каменни статуи, създадени от Нурагическата цивилизация на Сардиния, Италия.
Статуите са открити случайно през месец март на 1974 г. натрошени, на територията на поземлен имот на могилата Монте Прама, община Кабрас, провинция Ористано, Централна Сардиния. Статуите са изваяни от пясъчник и височината им варира от 2 m до 2,5 m. Известният етрусколог Дейвид Риджуей нарича колосите „едно от знаковите археологически открития на ХХ век направени на италианска земя“ , а проф. Мириам Шарф Балмут дефинира откритието на колосите като „зашеметяващо археологическо събитие, може би най-невероятната находка на века в сферата на Историята на изкуството...“
Четири кампании на археологически разкопки са проведени на мястото, където са открити статуите между 1975 г. и 1979 г. На място са разкрити около пет хиляди различни късове от статуите, включително – петнадесет глави и двадесет и два торса. Всички фрагменти от статуи са прибрани на съхранение в Националния археологически музей на Каляри, като само няколко фрагмента, считани за значими, са изложени в сградата на същия. При статуите са изложени и други скулптурни пластики, намерени на същия археологически обект – като модели на вотивни кули нураги и няколко бетили (тип „oragiana“), за които се предполага, че са били често полагани като гробни дарове при Гробниците на гигантите на остров Сардиния.
След 2005 г. е предприета голяма кампания по реставрацията на Колосите от Монте Прама от Министерство на културното наследство на Италия и Регион Сардиния, като организации като Centro di restauro e conservazione dei beni culturali of „Li Punti“ (Сасари) и подразделенията на Надзор на културно-историческото наследство на Сасари, Нуоро, Каляри и Ористано активно участват в процеса. След 2009 г. са изложени и други артефакти, открити по време на археологическите разкопки и на специални събития, а след ноември 2011 г. цялата експозиция е отворена за публичен достъп.
По данни от последните проучвания фрагментите, разкрити на археологическите обекти, където са открити Колосите от Монте Прама, принадлежат на общо 44 статуи, 25 от които са реставрирани и изложени, заедно с 13 модели на кули нураги. Фрагменти от още три статуи и три модела на кули нураги са идентифицирани, но на този етап не могат да бъдат сглобени и реставрирани. След като приключи реставрирането на всички намерени артефакти се планира находките да бъдат изложени в музей в Кабрас.

## Датиране
Около точната датировка на колосите се води научна дискусия. Според проф. Джовани Лилиу статуите на колосите са създадени между XI в. и VII в.пр.н.е. Ако тази датировка бъде потвърдена от други археологически изследвания и специалисти, колосите ще бъдат класифицирани като едни от най-ранните антропоморфни скулптури от Средиземноморския басейн, след египетските, предшествайки куросите (κοῦρος) от Древна Гърция.

### Научни дискусии
Хронологията на статуите на колосите е силно полемизирана в научните среди – това е обусловено от различни трудности, свързани с установяването на периода на изработката им, както и с периода, в който статуите са натрошени и депонирани при некропола.
Все още няма ясна индикация за тяхното първоначално разположение, а именно дали те са били ситуирани на върха на некропола или са били поставени с храм, разположен на друго място.
Според някои учени статуите са били изваяни с цел да придадат монументален характер на некропола и са поставени непосредствено отгоре на гробниците. Други смятат, че няма доказателства в полза на тази хипотеза и че първоначално статуите пазят храмова сграда, датираща от края на бронзовата епоха и посветена на Сард Патер Бабай.
Друг проблем за категоричното датиране на статиите на колосите е ненадеждното датираните находки от некропола – керамичните фрагменти са изключително оскъдни, малкото възстановени находки датират от ІХ в. пр.н.е., а гробниците са предимно лишени от инвентар, с изключение на Гроб № 25, където е намерен един древноегипетски цилиндричен печат скарабей – тип Хиксос.
Бронзовата фибула, открита сред отломките на статуите, изглежда потвърждава датиране от първата половина на VIII в. пр.н.е. По повърхността на някои фрагменти от статуите са открити следи от боя с животински произход – багрилото е анализирано в Реставрационния център Ли Пунти. Въпреки че биологичният материал по принцип може да бъде подложен на радиоизотопно датиране, количествата открит пигмент са твърде малки за такъв анализ. Това оцветяване в никакъв случай не е случайно и да подсказва, че статуите първоначално са били оцветени. Фрагмент от пуническа амфора, открит под бюста на колос стрелец, предлага сигурен Terminus ante quem non – период на датиране в IV в. пр.н.е., когато статуите на колосите са били умишлено натрошени.
Фрагмент от статуя, наподобяваща колос от Монте Прама, е открит в свещения кладенец на Банату (Нарболия), недалеч от нурага С'Ураки, заедно с фрагменти пуническа и нурагическа керамика; но трудностите, съпътствали разкопките, не позволяват надеждно датиране на тази находка.
Друг общ проблем е хронологичното съотношение на колосалните пластики към сардинските бронзети, чието датиране също е дискусионно – някои учени всъщност поддържат тезата, че производството на бронзовите фигурки е започнало вече между 1100 и 1000 г. пр.н.е. От стратиграфията на Храм-кладенецът при Балао (Фунтана Коберта) и от данните от разкопките на Гигантската гробница при Ороли, недалеч от кулата Нураг Арубиу, съществуват доказателства, че бронзетите датират от бронзовата епоха, а не от ранната желязна епоха, както е широко възприето. В други археологически контексти бронзетите са датирани между XIII и XII век пр.н.е.
Като се има предвид близкото сходство между колоси и бронзети, е дискусионно дали първите не са вдъхновили последните. Ако бронзетите са модели, наложени от нурагическата аристокрация на занаятчиите, в този случай статуите биха били по-късни от бронзетите.
През месец декември 2012 г. Алесандро Бедини, Карло Трончети, Джовани Угас и Раймондо Зука за пръв път излизат с общо становище относно датирането на некропола при Монте Прама. Според учените археологическият обект датира между XIX и VIII в.пр.н.
Според Алис Андреоли, по-ранна датировка в късната бронзова епоха е твърде спорна, защото има голяма неяснота дали статуите на колосите са били изработени заради нуждите на некропола или са били пренесени от друго място.

## Географски ареал
По-голямата част от скулптурите са разкрити захвърлени на парчета из некропола при Монте Прама, намиращ се на върха на могила – с височина 50 m, разположен в самия център на полуостров Синис. Само една друга фрагментирана скулптура с човешка глава е намерена другаде – близо до свещения кладенец на Банату (Нарболия). Този обект се намира на около 2 km от кулата нураг С'Ураки, а главата на скулптурата е намерена заедно с различни находки от керамика – пунически и/или нурагически.
Като се има предвид разположението на многобройните фрагменти в Монте Прама и на тези в Нарболия, се предполага, че първоначално статуите са били издигнати близо до самия некропол или на все още неидентифицирано място в рамките на полуостров Синис – регионът се простира на север от залива Ористано, между Сардинско море и езерото Кабра.
Полуостров Синис е бил обитаем още в епохата на неолита – на негова територия е археологическият обект при Кукуру С'Ариу, който датира от средния неолит (ок. 3800 – 1200 г. пр.н.е.). Обектът представлява некропол, където е открита фигурка на женски идол. Почти всички култури, обитавали Сардиния, са оставили следа на полуострова – сред най-изявените са Културата на Камбовидните съдове и Културата Бонаро (ок. 1800 г. пр.н.е.), а след тях идват и представителите на културата на Нурагическата цивилизация.
Поради стратегическото си географско положение и значителния брой важни селища – като Тарос, полуостров Синис е бил пристанище за маршрутите към Балеарските острови и Иберийския полуостров, свързани още от праисторията със Сардиния. Балеарските острови всъщност са дом на Талаотичната култура, подобна в много аспекти на Нурагическите Сардинска и Торейската цивилизации (на о-в Корсика). Полуостров Синис е в непосредствена близост до планината Монтиферу – регион, в който се намира древен вулкан и много древни мини, богати на желязо и мед. Територията на планината Монтиферу е била строго контролирана чрез система от многобройни нураги в древността.
Статуя, подобна на Колосите от Моне Прама, е открита и при Сан Джовани Суергио, Силцис, Южна Сардиния.

## Топоним
Могилата, където са открити Колосите от Монте Прама, е била покрита още в древни времена от нискорастящи ветрилообразни палми джуджета (Chamaerops humilis), от което произлиза името Prama, което на сардинския диалект означава „палма“.
Местоположението на обекта е посочено като „М. Прама“ на кадастралната карта на община Кабрас и на картите в мащаб 1:25000 на Istituto Geografico Militare, списък 216 N.E.
Буквата „М“ има няколко тълкувания като Mont'e, Monti, Monte и като Montigru, като всички се използват в сардинския език. Дори сравнително малък хълм се тълкува като „планина“, като например Монти Урпину (Каляри), който е с надморска височина от едва 98 m.
В миналото подобен топоним, показващ наличието на ветрилообразна палма джудже, е записан в някои писмени документи. Богословът и писател Салваторе Видал, който споменава полуостров Синис в неговия „Clypeus Aureus excellentiae calaritanae“ (от 1641 г.), съобщава топонима Монтигу де Прама. Францисканският монах Антонио Феличе Матей, който през XVIII век пише историография на сардинските епархии и епископи, споменава Монтигу Палма като една от местностите в рамките на полуостров Синис.

## Археологически контекст и научни дискусии
Точната дата на изработка на статуите остава несигурна. Различните хипотези, предложени от няколко учени, обхващат период от време между X и VIII в. пр.н.е. – между края на бронзова епоха и началото на желязната епоха. Смята се, че скулптурите са изработени в период на културна трансформация, но и че по-скоро са свързани с локалната преднурагическа култура характерна за късната бронзова епоха.
В този период полуостров Синис – и целият залив Ористано е важен икономически и търговски район – факт, добре засвидетелстван от високата концентрация на нурагическите паметници – най-малко 106 са официално регистрираните археологически обекти, включващи гробници на гиганти (Tumbas de sos zigantes – на сардински език), свещени кладенци и кули – нураги. По време на същинския Нурагически период този брой трябва да е бил много по-голям, като се има предвид, че интензивното земеделие през следващите епохи в района е довело до демонтирането и разрушаването на някои паметници.
В началото на XIV в. пр.н.е. първите микенски гърци акостирали на полуостров Синис и на други локации из остров Сардиния, докато първото известно присъствие на филистимците на острова е от около 1200 г. пр.н.е. Като се има предвид обаче, че филистимците са използвали микенска керамика, Крит и Сардиния са били обвързани в търговски взаимоотношения в тази епоха, не може да се изключи, че филистимците са присъствали в Сардиния по-рано от XIII в. пр.н.е.
През този период започва и търговията с калаени слитъци между Кипър и Сардиния. Тази размяна на блокове продължава до края на бронзовата епоха. Смята се, че полуостров Синис е бил важна металургична зона, като се има предвид близостта на мините на Монтиферу и мрежата от нурагически укрепления, изградени около планината.
В края на бронзовата епоха Нурагическата цивилизация претърпява бързи социални трансформации – спира градежа на кули нураги, а много от тях вече не се използват или са трансформирани в храмове. Спира и градежът на гигантски гробници и започва продължителното им преизползване, някои от свещените храм-кладенци също са изоставени, но други остават в употреба и през желязната епоха. Няма данни за нашествия, войни или природни бедствия сред нурагическите общности. Следователно настъпващите промени се приписват на вътрешни фактори, предопределящи постепенна културна промяна и социална и териториална реорганизация в нурагическото общество.
Друг важен аспект са транснационалните морски експедиции, които Нурагическата цивилизация на Сардиния осъществява към различни точки на Средиземноморския свят. Присъствие на нурагически културни общности е регистрирано на Иберийския полуостров – Гадир (Кадис), Уелва (Андалусия), Камас (Ел Карамболо); Балеарските острови; Етрурия; Еолийските острови; Агридженто (Канателло), Сицилия; Гърло, България; Крит (Гърция) и Ел Ахуат (Израел).
Непрекъснато нараства броят археологически находки, свидетелстващи за присъствие на нурагически култури извън Сардиния, отнасящи се до периода между късната бронзова епоха и цялата желязна епоха. Много открити през последните сто години артефакти на различни археологически обекти датиращи от гореспоменатите периоди са разпознати като „преднурагически“ и „нурагически“ благодарение на новите проучвания, касаещи например нурагическото грънчарство. Много находки запазени в хранилищата на различни музеи, по-рано класифицирани като местни изделия без да бъдат допълнително анализирани, са определени като такива с нурагически произход.
Научната дискусия за произхода и движението на преднурагическата, протосардинската и нурагическата култури е обвързан в динамичен сценарий, допълнително усложнен от научен спор за възможна идентификация между Нурагическата култура и произхода на „шардените“, един от т.нар. „морски народи“. Писмените паметници от клинопис и релефи – датиращи от Новото царство на Египет свидетелстват, че морските народи са били финалният фактор при разрухата на големите Средиземноморски цивилизации и царствата на Леванта в самия край на бронзовата епоха, т.нар. „Бронзов колапс“. Шардените вероятно са участвали като наемници в няколко конфликта, включително на територията на Древен Египет и често са свързвани със Сардиния.
Учените все още спорят дали шардените са с локален Сардински произход са се оттеглили на острова, след като са били победени от египтяните. „От сходството между наименованията Шердени и Сардиния учените често предполагат, че шердените произлизат от този средиземноморски остров. От друга страна е също толкова възможно тази група в крайна сметка да се е заселила на Сардиния след поражението ѝ от ръцете на египтяните.“
Между XII и IX в. пр.н.е. Сардиния изглежда е свързана с Ханаан, Сирия и Кипър посредством четири културни влияния – най-древни са първите две, те могат да бъдат определени като сирийски и филистимски и са с търговски характер. От IX в. пр.н.е. се наблюдава появата и на третата и четвъртата културна вълна. Те са определени като „кипърско-финикийски“, тъй като носителите на тези култури са народи, произхождащи от Кипър и финикийски градове държави – това движение на култури е свързано със Сардиния, но най-вече довежда до основаването на Картаген. Четвъртата културна вълна е в основата на урбанизацията на важни търговски и производствени центрове като Тарос, Отока и Неаполис – този процес започва от VIII в. пр.н.е.
Културното преобразуване на тези крайбрежни градски центрове, съставени главно от смесено население, но и със значително присъствие на нурагическа аристокрация (за което свидетелстват гробните дарове от местните некрополи) – имат значителен принос за промяната на културната и етническата картина на Нурагическата цивилизация. Този процес е съпътстван и от упадъка на същата, предизвикан от инвазията на Картаген на остров Сардиния. Сигурно е обаче, че през VII в. пр.н.е. полуостров Синис и заливът Ористано все още са контролирани от нурагическите аристократи и че краят на това върховенство съвпада с унищожаването на статуите на колосите.

## Некрополът
Фрагментите на скулптурите на колосите са намерени при некропол, разположен на склоновете на хълма Монте Прама, където при върха на същия е била издигната от сложна кула нураг. Некрополът се състои предимно от шистови гробници, като цяло лишени от гробен инвентар. Намерените in situ човешки скелети, са положени в седнало и приклекнало положение и принадлежат на мъжки и женски индивиди на възраст между тринадесет и петдесет години. Погребалният комплекс е разделен на две части – първата е проучвана от археолога Алесандро Бедини през 1975 г., където преобладават шистови гробове с паралелепипедна форма, втората част е проучвана от археолозите Мария Фераре Черути и Карло Трончети между 1976 и 1979 г., като в тази част гробовете са с леко извити стени.
Павиран път, изграден от вертикални каменни плочи, върви успоредно на погребалния комплекс. Предполага се, че той е синхронен на некропола. Разкопките на Бедини разкриват площ, включваща тридесет и две шистови гробни камери, изградени от камък, различен от този, използван в района проучен от Черути и Трончети. Шистовите гробници са предимно без покривни плочи – разрушени от селскостопанските дейности извършвани в района.
Предполага се, че т.нар. „зона на Бедини“ е преминала три фази на развитие:
- в първата фаза се наблюдава изграждането на архаични шахтови гробни камери – градежите им са подобни на тези, открити в Южна Сардиния при Храма на Антас, посветен на Сард Патер Бабай – митологичният праотец герой на Нурагическа Сардиния;
- смята се, че втората фаза съвпада с облицовката на гробниците с каменни плочи;
- третата фаза, синхронна на същинския некропол, проучена от Трончети, вероятно съответства на поставянето на статуите на колосите.

В проучения от Трончети сектор на некропола – пространството е маркирано с побита каменна плоча, изправена до първата гробница от южната страна. Северният сектор, който е изграден малко по-късно, също е маркиран от побит плочест камък. Освен гробните камери покрити с извити плочи, са открити и малки гробни ями, използвани за депониране на човешки кости. Последните три гробници не са изградени по протежение на павирания път, а са построени отстрани на съществуващите погребения.
Археологическото проучване на некропола все още продължава и поради спорадичността на разкопките все още не е възможно да се определи реалният вид на некропола и групирането на скулптурите на колосите.
Някои учени поставят под съмнение относно принадлежността на последните към некропола, тъй като единственото доказателство в полза на този факт би бил идейният пространствен интегритет между статуите и некропола. Според други научни предположения, статуите са били замислени като теламони, за да красят храм, намирал се в непосредствена близост до некропола, но посветен на Сард Патер Бабай. Според тази хипотеза, храмът със статуите вероятно е бил издигнат, за да отбележи някакви местни победи срещу картагенските нашественици, по време на Сардо-пуническите войни. В този случай статуите биха изобразявали свитата или телохранителите на самия обожествен праотец герой Сард Патер Бабай.
В близост до некропола е била издигната правоъгълна конструкция, но тази сграда е била изградена през римската епоха – не може да бъде напълно изключено – най-вече поради липсата на археологически проучвания, че под този градеж може да съществуват основите на нурагически храм – мегарон. Присъствието на други сакрални паметници в околността на некропола се потвърждава и от намирането на типични монети, депонирани при изграждането на храм-кладенци.
Други учени оспорват тази хипотеза и са склонни да приемат, че статуите на колосите и некрополът са били част от един и същ комплекс. В подкрепа на това научно мнение е находка от Гробна камера № 6 от „района на Трончети“, където е открито отпадъчно парче от материала, от който са изработени щитовете на някои колоси, което води до предположението, че статуите са били изваяни на място и изрично за некропола.
Като се имат предвид някои технически особености, както моделите, изобразяващи кули нураги, така и бетилите от типа „oragiana“, водят към едно и също заключение, че в този случай разположението на некрополът и статуите наподобяват на план на гигантските гробници. Наличието на бетили е много характерна черта за сардински гробници от бронзовата епоха. Тази аналогия е разглеждана като свидетелство за волята на древните архитекти да продължат връзка с погребалните традиции на техните предци.
Гореспоменатата хипотеза не е подкрепена от достатъчно ясни доказателства – най-вече не е ясно как и дали статуите на колосите са били вписани в цялостния сакрален пейзаж на некропола от гробни камери и статуи. Предполага се, че ако хипотезите са верни, статуите са били подредени от източната и западната страна на некропола във формата на серпентина, за да образуват един вид гигантска човешка екседра, напомняща полукръглата екзедра (полукръгло дълбоко занишаване, завършващо с полукупол) – много характерно за гиганстките гробници. Статуите на гладиаторите вероятно са формирали най-външната част от тази подредба, докато стрелците и войните са били разположени в центъра, непосредствено до гробниците. Според тази хипотеза моделите на кули нураги са били подреждани върху покривните плочи на гробните камери.
- Галерия Некрополът при Монте Прама
- 3D реконструкция на тяло, положено в шахтов гроб при некропола
- План-разрез на мегалитни гробници с положено човешко тяло в клекнало положение – при 1. Боптис, Лаеру (Сардиния) и 2. Вуа (Франция)
- 1. Схема на ямно погребение от Виланова и 2. Хипотетична възстановка на трупополагане в клекнало положение от Монте Прама 3. Реконструиран гроб от Бадия, Виланова в Музея Гуарначи, Волтера, (Италия)[53]

## История на разкопките
Първата находка, най-вероятно принадлежаща към монументалния комплекс при Монте Прама, е намерена през 1965 г. Това е фрагментирана глава от статуя на колос, издялана от пясъчник – тя е открита на дъното на храм-кладенеца Банату (Нарболия). Първоначално се е смятало, че това е част от пуническа статуя, защото в този район се наблюдавало предимно голямо наличие на пунически артефакти и отсъствие на нурагически такива. Статуите на колосите и некропола при Монте Прама са открити почти десет години години по-късно. 
Според разказа на двамата откриватели, Сисинио Поди и Батиста Мели, фрагментът е намерен случайно през март 1974 г., докато те подготвяли сеитбата на две съседни ниви, които те наемали ежегодно от Братството на Санто Росарио в Кабра. Почвата на място била песъчлива и богата на каменни артефакти и фрагменти от колони, които двамата фермери редовно извеждали и трупали встрани, неразбирайки археологическата им стойност.
В началото на всеки сеитбен сезон Поди и Мели забелязвали, че фрагментите и отломките от предходната година значително са намалели – те били вземани от лица, които осъзнавали историческата им стойност или били използвани като вторичен строителен материал. Откритието на главата на статуята е осъществено в присъствието на собственика на земята Джовани Кориас, който забелязва находката в купчина камъни и пръст. Заедно с Поди, те установяват че главата принадлежи на статуя. Кориас незабавно уведомява археолога Джузепе Пау, който от своя страна подава сигнал за откритието в Надзора на културното наследство в Каляри и Ористано.
По време на ранните етапи на откритието археологът Джузепе Аторизи изразява загрижеността си пред съответните власти относно невъзможността да се огради и охранява мястото. Всъщност в Центъра за реставрация и консервация на Ли Пунти (Сасари) голяма част от намерените на място статуи са постъпили обезглавени и причината за това се корени във факта, че мястото е оставено без надзор и продължително е разграбвано, като иманярите са били главно заинтересовани от главите на статуите. Едва по-късно районът е закупен от държавата и започват кампании по археологически разкопки.
Според археолога Марко Рендели ранните проучвания на обекта са спорадични и неправилно извършени. Краткосрочни разкопки са извършени от Азори (1974 г.) и Пау (1977 г.), по-късно се извършват и добре планирани проучвания от Бедини (1975 г.); Лилиу, Торе, Ацени (1977 г.) и Ферарезе, Черути-Трончети (1977 г.).

## Общи характеристики и стилистични сравнения

### Праисторическа антропоморфна пластика
Първите свидетелства за скулптурна пластика в Сардиния са много по-древни от статуите на колосите от Монте Прама. Най-древният образец на статуя е т.нар. „Венера от Макомер“, изработена в техниката non finito, датирана между 3750 и 3300 г. пр.н.е. от проф. Джовани Лилиу, но според Енрико Ацени статуетката по-скоро датира от ранния неолит (6000 – 4000 г. пр.н.е.). По-новите проучвания подчертават приликите с палеолитните Венери и предлагат по-ранно датиране в горен палеолит или мезолит.
По-късните пластики на т.нар. „Венера от Макомер“, се отнасят до иконографията на Богинята майка – това са значително обемни фигурки, произведени от културата Озиери, сред които е Идолът от Перфугас, представляващ богиня, която кърми детето си. Същата символика се появява и по-късно в изкуството на Нурагическата цивилизация – при т.нар. „Нурагическа пиета“.
След триизмерните пластики на Богинята майка – принадлежащи към епохата на неолита – се появяват идолите, изработени в т.нар. плосък геометричен стил, които вероятно представят Богинята майка в нейния хтоничен аспект, тъй като всички находки от този тип са открити в рамките на гробен инвентар.
Проучванията, извършени след откритието на праисторическия олтар в Монте д'Акоди при (Сасари), разкриват, че наред с производството на геометрични фигурки – изработването на статуи вече е било факт в същия период на Сардиния, като се има предвид, че на обекта са възстановени фрагменти от няколко стели и менхири. До рампата, водеща към върха на олтарната площадка, при разкопките са разкрити фрагменти от масивен менхир и няколко по-малки такива подредени около него. На обекта е намерен и фрагмент с изваяно лице, гравирано със спираловидни шарки, вероятно принадлежащо на статуя стела – находката е от най-ранната фаза на обекта наречена „червеният храм“. Голяма гранитна стела с релефна женска фигура, открита на същия обект, е датирана във втората фаза – наречена „великият храм“.
През епохата на енеолита, непосредствено преди Нурагическата епоха, на остров Сардиния се наблюдава засилено производство на статуи стели „тип Лакони“, приписвани на културата Абеалзу-Филигоса, характеризиращи се с еднакви тристранни графични схеми, обхващащи стелите в посока отгоре – надолу: стилизирано Т-образно човешко лице; персонификация на душата, обърната с главата надолу – т.нар. „capovolto“; и двойно заострен връх на копие.
След разпространението на културата Бонанаро на Сардиния, традиционното производство на статуята стела сякаш изчезва, но на съседния остров Корсика тя продължава до 1200 г. пр.н.е., където е свързана с погребалните ритуали на Торейската нурагическата цивилизация на остров Корсика.

### Протонурагическа антропоморфна пластика
През ранната бронзова епоха „епикампанообразният стил“ – късен израз на Културата на Камбановидните съдове, се разпространява както на Сардиния, така и на съседния остров Корсика. След този културен период се ражда Нурагическата цивилизация – паралелна на нея е Торейската нурагическа цивилизация в Южна Корсика, която повлиява фалурите в Галура в Северна Сардиния, при които се наблюдава синхронна еволюция с културата на близкия съседен остров.
Въпреки че общите архитектонични традиции на централно-западното Средиземноморие свидетелстват за близките културни и икономически връзки между островите, именно скулптурната традиция започва да проявява белези на разнообразие и различия. На практика, докато в ранната бронзова епоха, на Сардиния се наблюдава изоставяне на традициите на енеолитните статуи стели, докато на Корсика изработката на менхири продължава без прекъсване, която в крайна сметка довежда до възникването на Тореевата статуя стела през средната и късната бронзова епоха.
Междинен етап от този процес би могъл да бъде представен от появата на издялани релефни скулптури през средната бронзова епоха – и на Сардиния, и на Корсика: като при първите бетилите са гравирани с релефни мъжки или женски полови белези, докато при последните, може би благодарение на значителното наличие на метални инструменти – релефната скулптура е приложена за първи път върху менхири. И на двата острова антропоморфната статуя в строгия смисъл на понятието не съществува между 1600 и 1250 г. пр.н.е., но полови белези и въоръжение са представени на стелите и менхирите и на двата острова. При последователен етап от еволюцията на релефната техника, човешко лице е пресъздадено още през енеолита на остров Сардиния – за първи път при т.нар енеолитните скулптури – както е видно при известния бетил от Сан Пиетро ди Голго (Баунеи).
Вече няма спор относно автентичността и нурагическата принадлежност на трите антропоморфни бетили, открити в северна Сардиния – регион, в който вероятно е бил заселен от Корсиканско население с Нурагическа култура. Отначало трите бетила се считали за пунически или римски, но тези пластики очевидно изобразяват воини с кепета и рогати нурагически шлемове, както се предполага от пернатия гребен и от кръглите кухини, които вероятно са поддържали рога (като подобни са все още налични в статуята бетил от Булзи, Сасари).
Според археолога Фулвия Ло Скиаво, скулптурите от Северна Сардиния свидетелстват за съществуването на нурагически протостатуи, междинна стъпка на еволюционния процес, който от бетилите с моделирани очи от типа „Oragiana“ в крайна сметка би довел до изработването на същински статуи като тези на колосите от Монте Прама. Тази хипотеза е в съзвучие с по-ранната концепция на Джовани Лилиу, който след изследването на бетила от Баунеи, заявява, че може да се говори за изоставяне на древната аниконическа идеология и възраждането на представата за реалистично пресъздаване на човешкия образ.
Тази еволюция подсказва, че освен поръчителите, също и скулпторите на статуите на колосите от Монт Парма биха могли да бъдат с местен нурагически произход. На практика каменоделците и архитектите на Нурагическата цивилизация са били способни да изграждат съвършени каменни зидове, като със сигурност са били на разположение, както е видно от градежите на свещените храм-кладенци и гробниците на гигантите, построени в циклопска техника. Способността за боравене с камък и разпространението на скулптурата в рамките на нурагическа Сардиния е засвидетелствано и при споменатите по-горе модели на кули нураги и от изваяни бюстове, открити в някои свещени храм-кладенци.

### Колосална каменна пластика
Некрополът от Монте Прама с неговите колосални пластики заема самостоятелно място сред култовата архитектура и изкуство на Нурагическата цивилизация.
Статуите на колосите са силно стилизирани и геометрически оформени – подобно на т.нар. „Дедалски стил“, възникнал на остров Крит през VII век пр.н.е. Лицето на статуите следва Т-образна форма, характерна за Сардинските бронзети и за каменните пластики от съседния остров Корсика. Надочната арка и носът са силно изразени, очите са хлътнали и символично изведени от два концентрични кръга; устата е изрязана с къс ход, линеен или ъглов. Височината на статуите варира между 2 и 2,50 m.
Статуите изобразяват гладиатори, стрелци и воини, всички в изправено положение, боси и с леко разтворени крака. Стъпалата им са ясно дефинирани, опиращи се на квадратна основа. Допълнителна характеристика е наличието на геометрични, декоративни зигзаговидни геометрични модели, успоредни линии и концентрични кръгове, в случаите, когато по статични причини не било възможно да се представят такива мотиви в релеф. Тези характеристики се наблюдават както върху предметите изобразени със статуите, така и върху телесните части на статуите. Плитките, спускащи се отстрани на лицето, са представени релефно, но косата е маркирана с врязани шарки – тип рибна кост. Полуналакътниците при стрелците са пресъздадени в лек релеф, докато детайлите са изобразени с геометрични гравюри. Тези особености показват, че статуите на колосите от Монте Прама са силно повлияни от нурагическите бронзети. Предполага се, че те са били първоначално оцветени, тъй като върху някои от тях са открити следи от боя – при един от стрелците гърдите са били оцветени в червено, докато върху други фрагменти е открит черен цвят.
Статуите на колосите трудно могат да бъдат сравнявани с други образци на средиземноморското изкуство от същата епоха. Според археологът Карло Трончети чисто стилистично статуите са по-скоро изработени от творци, които изцяло са били под въздействието на ориенталските влияния, характерни за източното Средиземноморие и Древна Гърция от VIII в. пр.н.е. Паоло Бернардини също съзрява в скулптурите ориенталски влияния, но и някои прилики с архаичните етруски скулптури. Брунилде Сисмондо Риджуей открива прилика с пицентските, луниджанските и даунинските скулптури от VIII – V в. пр.н.е., отнасяйки скулптурите към натуралистично течение при стилизираните италийски и егейски образци.
Според Джовани Лилиу скулптурите принадлежат към геометричния стил, подчертан от гравираните орнаментални знаци и са вдъхновени от бронзетите от типа „Абини-Тети“. Според Лилу е изцяло погрешно да се причисляват статуите към Ориенталския период, с възможното изключение на изображението на торса.
Марко Рендели разглежда като незадоволителни всички опити за сравняване на статуите на колосите с елински, италийски и етруски образци. Според Рендели правилният подход предполага разбирането на статуите като уникални, резултат от културни влияния между левантийски и местни нурагически майстори. Рендели вижда потвърждение на тази уникалност и при шахтовите гробници от некропола, които не намират паралели с други обекти, нито в западно, нито в източно Средиземноморие.

### Гладиатори
Гладиатор (Pugili) е конвенционалният термин, отнасящ се до категория при нурагическите бронзети, при които се наблюдава пластично изобразяване на оръжие, подобно на цестуса, което обвива предмишницата с твърда обвивка, вероятно метална (подобно на съвременния метален бокс).
Паноплия на воина или бореца – в зависимост от различни интерпретации – включва полутвърд, извит правоъгълен щит.
Смята се, че гладиаторите (цестуси) са участвали в свещени или погребални игри в чест на починалия, подобно на други места в Средиземноморския басейн.
Гладиаторите съставляват най-многобройната еднородна група при Колосите от Монте Прама, демонстрирайки само малки изменения в размера и незначителни изобразителни детайли.
Гладиаторите са трайно представени с голи гърди, гравиран пъп или зърна; те носят плочи на гърба, с триъгълно подрязване, типична черта при нурагическите бронзети, изобразяващи воини, като например „Стрелецът от Сери“.
Горната част на гърдите е защитена с колан, от които – в някои случаи – гравирани плитки се спускат към препаска, привързана на кръста.
Главите на гладиаторите са покрити с гладка шапка. Предлакътник – вероятно кожен, защитаващ дясната им ръка. Към тази част от доспехите е изобразена втулка, завършваща със заоблена капачка, в която вероятно е било поставяно оръжие.
Правоъгълният, извит щит е изобразяван придържан в лявата ръка и повдигнат над главата. Щитовете вероятно са били изработвани от кожа или друг гъвкав материал, като се има предвид, че е изобразяван извит при дългите страни. При вътрешната страна щитът е рамкиран с дървени клонки, докато външната част се характеризира с релефен обръч по целия периметър. Изглежда, че щитът е бил фиксиран от вътрешната страна с лента, декорирана със спирали, прикрепвана към лакътя на лявата ръка.
Фигурата на гладиатора е застъпена при нурагическите бронзети, сред които е забележителната фигурка, открита във Ветулония в рамките на „Гробницата на владетеля“.
Най-подобната на статуите на гладиатори от Монте Прама сред откритите бронзети – както по типология, така и по отличителни знаци, е статуетката от Доргали.

### Стрелци
Реставрирани са пет статуи на стрелци колоси (Arcieri) от този иконографски тип.
При изображенията на стрелците се наблюдават повече вариации отколкото при гладиаторите, въпреки значително по-малкия им брой. Най-често срещаната иконография представлява воин, облечен в къса туника. Върху туника е изобразен квадратен нагръдник с леко вдлъбнати страни. В някои случаи туниката покрива слабините, но при други случаи гениталиите са оставени открити.
Паноплият на стрелците включва освен нагръдник също гърленик и шлем. Различните фрагменти на горните крайници често показват лявата ръка, оборудвана с налакътник, който държи лък, докато дясната ръка е изпъната напред, както в типичния жест на поздрав, обикновено наблюдаван при бронзетите.
Краката са защитени от наколенки с назъбени рамки, закрепени с връв под туниката; предпазител за крака с маркирани осморки в задната част и понякога изобразени сандали са пластично изобразени при този вид статуи.
Изобразяването на оръжия е изключително подробно. По аналогия с бронзетите, колчанът за стрели е изваян на гърба, по много прецизен начин.
При стрелците се наблюдават два вида лък:
- масивен – с четириъгълно напречно сечение и напречен ребро
- по-лек и тънък – с кръгло напречно сечение, вероятно ползван като допълнително оръжие.

Нурагическите бойни отряди се състоят от стрелци, мечоносци и воини, носещи смесено оръжие, състоящо се от лък и меч. Лъкът и мечът могат да бъдат протегнати едновременно – както е видно при бронзетите от типа „У̀та“ или мечът може да остане в ножницата, докато стрелецът опъва тетивата да стреля със стрела.
Двойката „кочан и ножница“ е видима най-малко в една статуя и намира паралели при бронзети типове „У̀та“ и „Абини“.
Лицевите черти при статуите на стрелците са подобни на тези при статуите на гладиаторите, като косите са събрани в плитки, спускащи се от двете страни на лицето. Главата е защитена до тила от шлем с форма на кепе, който включва гребена и рога, като ушите са оставени непокрити.
Няколко фрагмента показват, че рогата са леко извити и огънати напред, с несигурна дължина и заострени в края (различно от воините); освен това има следи от подпори, издялани от същия камък, поддържащи рогата приблизително на половината им дължина.
Бронзетата, наречена „Стрелецът от Абини“ е подобна на статуите на стрелците от Монте Прама.

### Воини
Иконографският тип Guerrieri – воини е много често представен при нурагическите бронзети, но при статуите на колосите от Монте Прама е бил регистриран само в две пластики. Докладвана е и трета, като само един от трите екземпляри е в добро състояние. Въпреки това възстановен щит и многобройните други фрагменти, както и част от торс свидетелстват, че броят на воините сред колосите е бил по-голям.
Първоначално фрагментите от щитове с кръгла форма са били приписвани на стрелци колоси, но по-късно открит фрагмент от дръжка на меч и приликите при геометричните шарки на щитовете с тези при някои бронзети довеждат до заключението че наличието на една или повече статуи на воини.
Статуите на воините се различават от стрелците най-вече в изображението на доспехите им.
Най-добре запазената скулптирана глава изобразява нурагически шлем с гребен и рога, който – подобно на тези на стрелците – изобразява типичните дълги рога, пресъздадени при бронзетите. В действителност при разкопки са намерени няколко малки цилиндрични фрагмента. След реставрациите някои от рогата на шлемовете изглежда са били изваяни с малки сфери в краищата им, като при някои бронзети.
Най-добре запазената статуя на воин е сред най-въздействащите пластики от Монте Прама. Освен рогатия шлем – чиито рога са счупени – пластиката носи изображнието на броня с вертикални ивици, къса на гърба, но солидна при раменете и по-разширена на гърдите.
По аналогия с броните, различими при някои бронзети, се смята, че нагръдникът е изграден от метални ленти, нанесени върху закалена кожа. От долната част на нагръдника се подава декориран кордон с ресни.
Щитът е представен много подробно – със зигзаговидни шарки, напомнящи геометричните форми на печатите пинтадери, и с канали лъчи, които водят към центъра на щита.
Бронзета, подобна на воините от Монте Прама, е открита в Сенорби.

### Модели на кули нураги
При Монте Прама са открити най-много каменни модели на кули нураги на археологически обект в Сардиния. Това са умалени, триизмерни предмети, изработвани с оглед на една или друга социална функция. Контекстът на находки предлага те да бъдат считани за вотивни предмети.
По аналогия с паметниците в пълен размер, моделите могат да бъдат разделени на две общи категории:
- опростени модели на четириъгълни кули нураги с висока централна кула;
- комплексни модели на кули нураги с висока централна кула, около която е изградено укрепление с още четири кули/олтара - т.нар.„квадрилобат“;

В реставрационния център на Ли Пунти са реконструирани и реставрирани пет модела на комплексни кули нураги и двадесет на опростени. Моделите от Монте Прама се характеризират със забележителния си размер, височина до 1,40 m за квадрилобати и между 0,14 и 0,70 m в диаметър за кулите при опростените модели, както за някои модели с необичайни технически характеристики.
Тези масивни каменни вотивни скулптури всъщност са съставени от модули, за разлика от останалите вотивни модели на кули нураги от Сардиния. При образците от Монте Прама пилонът на кулата е свързан към горната част през междублоково пространство, чиято опорна точка е споена с олово в сърцевината при основата. В горната част на моделите платформите са реалистично пресъздадени. На върха на кулите е изваян конусообразен куполообразен елемент, показващ покритието на стълбище, водещо към самата платформа.
Някои архитектурни елементи са представени посредством гравирани знаци. Парапетът на платформата е изобразен с единичен или двоен ред от врязани триъгълници или с вертикални линии, подобни на миниатюрни нураги от други сардински обекти – като този изработен във висок релеф, изобразяващ кулата нураг Кан'е Вадосу и моделът от Су Нуракси в Барумини. Също така големите каменни плочи на платформите са пресъздадени с гравирани елементи. Каменните скоби и тяхната функция са изобразени с помощта на успоредни врязани линии или канали, а блоковете – често намирани на археологически обекти след срутването на високите части на кулите нураги – потвърждават абсолютното съвпадение на тези модели с нурагическата архитектура от средната и късната бронзова епоха.

### Бетили
Названието „baetylus“, вероятно идва от иврит Beth-El (в превод – „Божи дом“), първоначално е обозначавало свещени аниконични камъни с проста геометрична форма. По аналогия с религиозното значение, което бетилите имат в източното Средиземноморие и Близкия Изток, се смята, че за Нурагическата цивилизация те биха могли да представят „дома на божеството“ или да са абстрактно или символично изображение на самия Бог. Това се предполага от постоянното им присъствие на нурагическите култови места – от светилища като Су Романзесу в Бити, до гробниците на гигантите. Нурагическите бетили са вотивни предмети, характерни за средната и късната бронзова епоха, изваяни приблизително от XIV век пр.н.е.
Тези артефакти могат да бъдат разделени на конусовидни и пресечени конусовидни бетили. Разграничението е хронологично, тъй като последните са по-късни и се отнасят до гробни гробове на изоматни каменни блокове. На Монте Прама са открити пресечени конусовидни бетили с дупки от т.нар. тип „Oraggiana“. Според проф. Джовани Лилиу, дупките биха могли да представляват очите на божество, имащи за цел да защитават и бдят над некропола.
Наличието им в некропола Монте Прама е интерпретирано от проф. Лилиу, който предлага две алтернативни хипотези: бетилите при некропола на Монте Прама са принадлежали към разрушена гробница на гиганти или са репродукции на по-древни екземпляри, поради желанието да се запази древната приемственост на нурагическата традиция, т.е. в нещо като носталгично възпоменание. Двойният ред дупки, налични в един от бетилите от Монте Прама, липсващи в други подобни артефакти открити на археологически обекти в Сардиния, предполага, че тези артефакти са на същата възраст като некропола. Някои учени смятат, че бетилите са били специално изготвени за некропола при Монте Прама.

### Синхронни паметници и находки
Сходни скулптурни фрагменти са находките от Видалба (Оси), изложени в Музея Сана на град Сасари, и находките от Булзи, за които не е известно откъде произхождат. Те са разглеждани като междинен етап в развитието на скулптурната пластика, защото носят едновременно иконография, характерна както за статуи, така и за бетили.
Характерният шлем, познат от статуите на колосите от Монте Прама, е наличен при много бронзети, по-специално върху „Стрелецът от Сери“ и върху стрелец, открит в мегаронния храм Domu 'e Urxia. Скулптурите са изваяни от варовикови късове, лицето има познатата Т-образна форма, с две издълбавания, представляващи очите. Шлемът с гребен от пера и козирка е скулптиран и с две кухини, в които са били монтирани варовикови рога, от които са запазени само отделни фрагменти. Пернатият гребен е характерен за шлемовете за много бронзети, докато кръглите легла за рогата, са характерни за атропоморфните менхири от Каурия и Филитоса, датирани от 1200 г. пр.н.е., свързани с Торейската нурагическа цивилизация на Корсика.
Според Паоло Бернардини монументална статуя е била налична и при археологическия обект при San Giovanni Suergiu, Салсис, Южна Сардиния, най-вероятно свързана с некропол. При теренно проучване сред камъните, събрани при полева оран, е открита глава, издълбана в пясъчник, където се различава характерен шлем, украсен с рога. Чертите на лицето са изключително повредени, едва се различават концентричните кръгове, маркиращи очи, идентични с тези на статуите на колосите от Монте Прама и острата брадичка. Други фрагменти, намерени на същия обект, изглежда принадлежат на торс с препасан колан, с ясно изображение на малка палма, изваяна в релеф и частично оцветена в червено.
Вероятни фрагменти от статуи са открити в храма Sa Sedda 'e Sos Carros край Олиена, посветен на култа към водата – някои крайъгълни камъни, използвани като суров каменен материал за изравняване на каменния под, показват следи от релефни декорации, напомнящи тези на фрагментите от щитовете на колосите гладиатори от Монте Прама – тази възможна връзка е подкрепена и от намирането на предполагаем фрагмент от крак на статуя.

## Изработка
Според Питър Рокуел за направата на колосите са използвани няколко метални инструмента, вероятно направени от бронз като:
- длето за камък-резач, това е длето с остриета с различни размери;
- инструмент подобен на ръчен шабър, използван като абразив или заедно с такива инструменти;
- суха игла, за издълбаване в детайли на остри линии;
- инструмент за направа на дупки, подобен на свредел, чието използване от Нурагическата култура е доказано от археологически находки;
- инструмент, подобен на пергел за гравиране на окръжности, подходящ по форма за кръглите очи на колосите.[97][98] Известно е, че Нурагическата цивилизация е познавала пергела, тъй като един железен екземпляр е намерен в нурага Фунтана, близо до Итиредду.[99]
- назъбено длето, с резбовани остри ръбове, особено подходящо за мраморни скулптури, оставило най-интересните следи от издълбаване върху гигантите. Този инструмент е използван под наклон на повърхността, за да полира набраздяване с различна плътност. Според учените тази техника е въведена в Древна Гърция не преди VI век пр.н.е.[5]

## Идеологически аспекти
Некрополът при Монте Прама е разглеждан в научната литература като място за прослава на Нурагическия аристократичен елит и неговите идеализирани, героични воини. По този начин стратегическото му разположение в залива на Ористано би имало за цел да създаде у чуждестранните посетители/заселници (особено финикийските общности на остров Сардиния), впечатление за господство и власт над острова.
Вотивните модели на кули нураги, открити заедно със статуите на колосите, могат да се разглеждат едновременно като свещени символи и като свидетелство за нурагическа идентичност.
Въпреки научният консенсус относно ценностите и идеологиите, залегнали в основата на изграждането на монументалния комплекс при Монте Прама, политическите последици и художествените влияния все още са активно обсъждани в научните среди. Що се отнася до политическото значение, някои учени са склонни да видят в съотношението на малкия брой воини колоси по отношение на стрелците колоси знак за военен и политически разпад на Нурагическото общество, причинен от създаването на финикийски центрове в Сардиния. Това би могло да отразява приемането на Левантийски идеологически модели и приписването на статуите стилистични културни влияния от източното Средиземноморие, разпространяващи се в Средиземноморския свят през VIII век пр.н.е.
Последните изследвания (2010 г.) все пак показват, че старото виждане за срива на Нурагическа цивилизация след идването на финикийците и колонизирането на Сардиния от тях е неточна и неадекватна. Финикийците започват да пристигат в Сардиния около IX век пр.н.е., но броят на колониите им е малък и те остават разпръснати по бреговата ивица. Това е периодът на разцвет на Нурагическата цивилизация, в който финикийците встъпват в ползотворно сътрудничество с Нурагическата администрация, която от своя страна продължава да контролира и управлява пристанищата и икономическите ресурси на острова.
Проф. Джовани Лилиу счита, че статуите не са издигнати по време на политически разпад, а в период на голяма културна революция, засягащ аристокрацията, икономиката и политиката. Така скулптурите на колосите биха отразявали суверенното състояние на Нурагическата цивилизация.
Освен това геометричният стил „Абини-Тети“, различим при пластиките на колосите от Монте Прама, изключва възможното разполагане на статуите в рамките на периода на ориенталско културно влияние – характерно за бронзетите от VII в. пр.н.е. Следователно е коректно да се разглежда протосардинско, източносредиземноморско културно влияние. Според Лилиу статуите принадлежат към местен художествен и политически кулминационен период с почти градски характер.
Всички гореописани разлики между научните мнения до голяма степен са свързани с дискусиите относно точното датиране на колосите.

## Алтернативни хипотези
Според проф. Димитрина Митова-Джонова некрополът при Монте Прама заема самостоятелно място сред култовата архитектура на преднурагическа Сардиния. Тя разглежда колосалните пластики като свързани с култа към акадския бог Мардук. Според нея статуите на колосите илюстрират преданието за бог Мардук, който се среща с Великите богове след битката помежду им. Митова-Джонова вижда у шлемовете с дълбоки рога аналогия с изображенията на демона на Мардук – Мушхуш и на бог Баал.